# 1492 픽처스
1492 픽처스(1492 Pictures)는 1995년 영화감독 크리스 콜럼버스가 설립한 영화 제작사이다. 1492 픽처스 라는 이름의 유래는 그와 동명이인인 탐험가 크리스토퍼 콜럼버스가 신대륙을 발견(1492년 10월 12일)한 연도를 사용한것을 모티브로 하고있다.
2009년 11월 9일 한국의 최대,최고의 영화 배급회사인 CJ엔터테인먼트와 3편의 한.미 합작영화를 순차적으로 공동제작할 계획을 가지고 있다.
2년후 넥스트엔터테인먼트월드가 배급한 귀신을 소재로 한 코미디 영화 헬로우 고스트의 미국 리메이크 판권을 획득한다.
주요 제작 작품으로는 나인 먼쓰, 스텝맘, 바이센테니얼 맨, 해리 포터와 마법사의 돌,비밀의 방,아즈카반의 죄수, 판타스틱 4, 박물관이 살아있다!, 퍼시 잭슨, 픽셀 등이 있다.

## 제작 작품 목록
- 나인 먼쓰 (1995)
- 솔드 아웃 (1996)
- 스텝맘 (1998)
- 바이센테니얼 맨 (1999)
- 몽키본 (2001)
- 해리 포터와 마법사의 돌 (2001)
- 해리 포터와 비밀의 방 (2002)
- 해리 포터와 아즈카반의 죄수 (2004)
- 크리스마스 건너뛰기 (2004)
- 판타스틱 4 (2005)
- 해리 포터와 불의 잔 (2005)
- 렌트 (2005)
- 박물관이 살아있다! (2006)
- 판타스틱 4: 실버 서퍼의 위협 (2007)
- 박물관이 살아있다 2 (2009)
- 아이 러브 유, 베스 쿠퍼 (2009)
- 퍼시 잭슨과 번개 도둑 (2010)
- 헬프 (2011)
- 퍼시 잭슨과 괴물의 바다 (2013)
- 박물관이 살아있다: 비밀의 무덤 (2014)
- 픽셀 (2015)
- 영 메시아 (2016)
- 크리스마스 연대기: 두 번째 이야기 (2020)